# 三保文化ランド
三保文化ランド（みほぶんかランド）は、かつて日本の静岡県静岡市清水区に存在した遊園地である。遊園地を含む一帯は東海大学発祥の地にあたり、 同学社会教育センターが三保半島の先端に総面積25万m2の敷地をかまえ、学内向けの三保研修館とあわせて一般の利用に開いた2件の博物館相当施設、その他の施設として当園を置いて園内にスイミングプールを設け、乗車できるミニSLが存在した。これらを同学の社会教育活動の現場のひとつ「ミュージアム＆スポーツパーク」と位置付けた。
当園内の施設のうち2000年にミニチュアランドと東海道五十三次園が閉鎖、2006年にスイミングプールを閉じ、公式には2007年9月時点で当園を閉館して緑地公園としてリニューアルすると発表している。

## 施設
現在、これらの施設は全て閉館している。
- 国際文化パビリオン - ソ連、東欧、北欧などの各国の歴史、文化、民族衣装などの展示。
- 特設パビリオン - 年に数回、世界各国の協力を得た特設展示を開催。
- ミニチュアランド - 世界中の有名な建築物のミニチュアを多く置いたエリア。ミニチュアはすべて屋外に設置されていた。
- 東海道五十三次園 - 散策路に沿って城のミニチュアや江戸時代の建物があった。
- スイミングプール - 開設時は屋外温水プールとしていたが、閉鎖前は夏のみの営業となっていた。

## 沿革
- 1970年（昭和45年）5月2日 - 三保真崎に東海大学海洋科学博物館が落成した。[5]
- 1973年（昭和48年）
  - 7月6日 - 三保文化ランド|三保国際文化ランドがオープンした。[6]
  - 9月10日 - 日本初の公認屋外温水プールとして火入れ式が行われた。[7]
- 1974年（昭和49年）
  - 2月19日 - 天皇、皇后が行幸[8]。
  - 3月 - ミニチュアランドが完成した。[9]
- 2000年（平成12年）- ミニチュアランドと東海道五十三次園が閉鎖された。[2]
- 2006年（平成18年）- 屋外スイミングプールが閉鎖された。
- 2007年（平成19年）- 公式に閉館が発表された。

## 閉館後

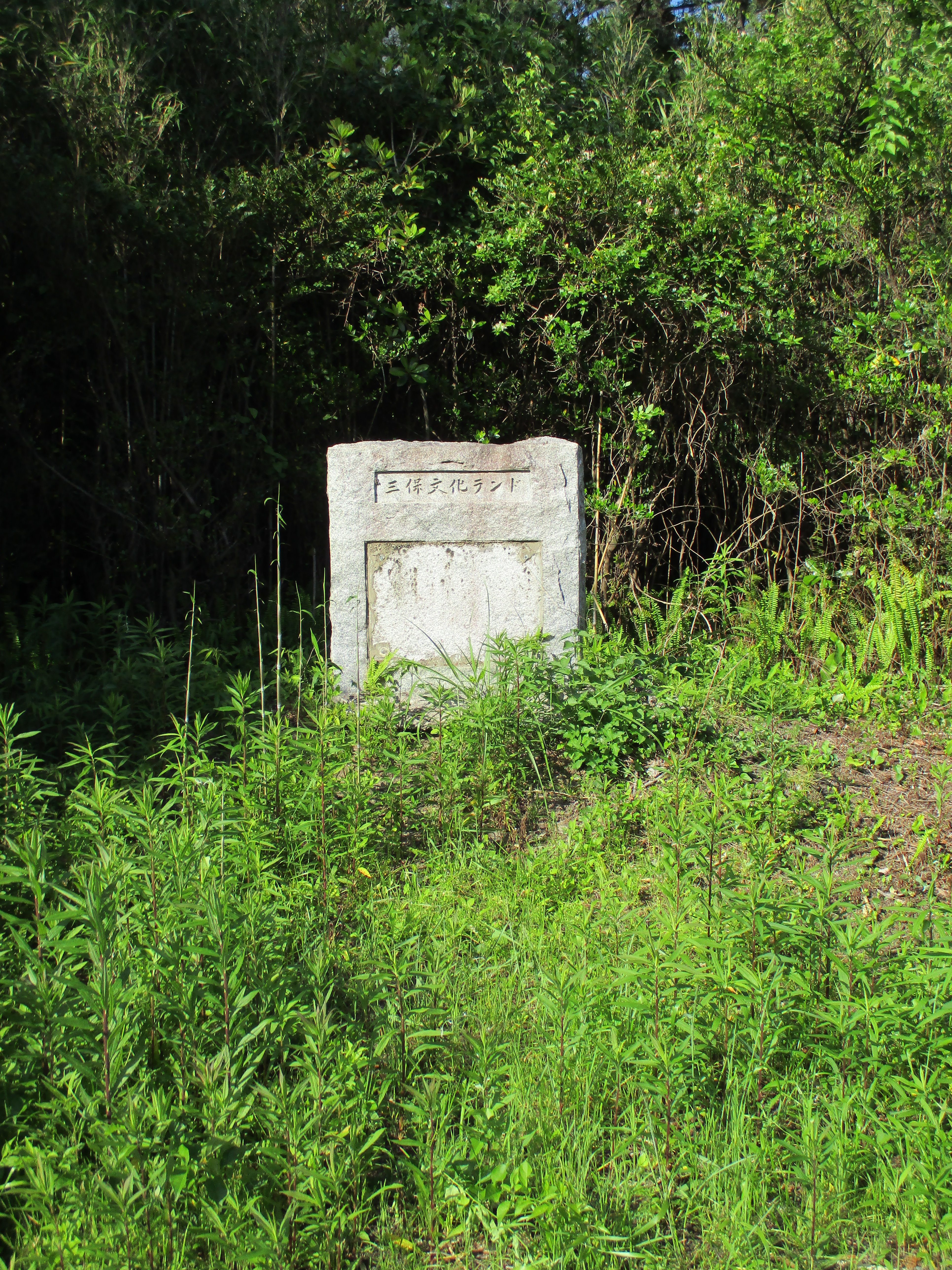
三保文化ランドの跡地にのこる碑（2023年5月2日撮影）

建造物の多くは撤去されたが、当時のミニチュアは放置されている。
当園跡地には2013年に「三保ハーバルキャンプ場」が開業、施設の老朽化により2020年（令和2年）12月24日付の営業終了を告知した。
2019年には日建リース工業が産学官連携でアニサキスを持たないトラウトサーモンの養殖場を設け商品開発を始め、2024年（令和6年）の初出荷を目指す。